# Цинсопели
Цинсопели (груз. წინსოფელი) — село в Грузии, на территории Чиатурского муниципалитета края (мхаре) Имеретия.

## География
Село находится на западе центральной части Грузии, на левом берегу реки Квирилы, на расстоянии 5 километров к юго-западу от города Чиатура, административного центра муниципалитета. Абсолютная высота — 538 метров над уровнем моря.

## Население
По результатам официальной переписи населения 2014 года, в Цинсопели проживало 350 человек (174 мужчины и 176 женщин). В национальной структуре населения грузины составляли 100 %.
| Год  | Население, человек |
| ---- | ------------------ |
| 2002 | 487                |
| 2014 | ↘ 350              |